# Aliocha (roman)
Pour les articles homonymes, voir Aliocha.
Aliocha est un roman, en grande partie autobiographique, écrit par Henri Troyat. Il est publié en 1991.

## Résumé
Le roman raconte l'histoire d'Alexis Krapivine, un jeune immigré russe tiraillé entre l'origine russe de ses parents et la culture française, qui se lie d'une amitié  solide avec Thierry Gozelin. Tous deux partagent une passion commune : la littérature française. 
Les deux adolescents deviennent inséparables et se jurent de devenir les plus grands écrivains de leur génération. Les parents d'Alexis Krapivine étant en difficulté financière l'autorisent à passer les  vacances d'été ensemble à Saint-Gervais au sein de la demeure familiale des Gozelin. Dès lors, leur amitié se renforce particulièrement et Alexis Krapivine est impressionné par le luxe et les modes de vie de la famille. Lorsqu'il revient à Paris, il entretient son lien d'amitié avec Thierry Gozelin par voie de correspondance ; ce dernier tombe par la suite gravement malade. Le dénouement tragique de la relation amicale résulte en l'acceptation par Alexis Krapivine de ses origines et il lit Guerre et Paix de Léon Tolstoï recommandé par son ami en guise d'hommage. 
Probablement inspiré de la vie d'Henri Troyat, Aliocha (diminutif russe d'Alexis) est un récit qui célèbre la littérature, la langue française, l'amitié, la difficulté d'assimilation des enfants partagés en deux cultures en quête d'identité. 

### Personnages
Le roman est centré autour de deux personnages : Alexis Krapivine et Thierry Gozelin.
Alexis Krapivine :  Héros du roman, Alexis Krapivine surnommé Aliocha est un jeune garçon de 14 ans qui se sent rejeté à l'école à cause de ses origines russes qu'il dénigre. Lorsqu'il décroche la deuxième note  lors d'un oral de français, cet événement est une révélation soudaine et renforce sa fascination pour la langue française qui considère comme « la langue de la vie, la langue de l'avenir ».  Il rejette son passé malgré l'éducation de ses parents restés sensibles à leur pays d'origine et s'intègre définitivement en France. 
Thierry Gozelin : Fils unique et infirme d'une grande famille bourgeoise, il tente de faire abstraction de son problème de handicap en se réfugiant dans l'étude littéraire. Lorsqu'il apprend qu'Alexis Krapivine obtient sa note, il le félicite et les deux garçons se lient peu à peu d'amitié. Il l'invite à son domicile ce qui renforce le sentiment d'Alexis Krapivine envers la France. Néanmoins, Thierry Gozelin l'incite à ne pas renier ses origines russes.

### Analyse
Parmi les œuvres littéraires d'Henri Troyat, ce roman tient une place à part du fait que l’auteur s’est probablement inspiré de sa propre enfance. Certains faits sont similaires comme le lycée Pasteur de Neuilly-sur-Seine où Henri Troyat poursuivit sa scolarité.